# Мэттайас, Шон
Шон Мэтта́йас (англ. Shawn Matthias; 19 февраля 1988, Миссиссога, Канада) — профессиональный канадский хоккеист, центральный и левый нападающий. Игрок клуба НХЛ «Виннипег Джетс». Чемпион мира среди молодёжных команд 2008 года.

## Игровая карьера

### Клубная карьера
На молодёжном уровне Мэттайас выступал в Хоккейной лиге Онтарио за клуб «Бельвиль Буллз» с 2004 по 2008 год. В 2006 году его на драфте НХЛ во втором раунде выбрал «Детройт Ред Уингз».
27 февраля 2007 года «Детройт» обменял Мэттайаса, право выбора во втором раунде драфта 2007 года и условное право выбора в третьем раунде драфта во «Флориду Пантерз» на нападающего Тодда Бертуцци.
В декабре 2012 года Мэттайас перешёл в австрийский «Блэк Уингз Линц» на время локаута в НХЛ.
4 марта 2014 года «Флорида» обменяла Мэттайаса и вратаря Якоба Маркстрёма в «Ванкувер Кэнакс» на нападающего Стивена Энтони и вратаря Роберто Луонго.
6 июля 2015 года Шон Мэттайас перешёл в «Торонто Мейпл Лифс», подписав контракт на один год и 2,3 миллиона долларов.
21 февраля 2016 года «Торонто» обменял Мэттайаса в «Колорадо Эвеланш» на нападающего Колина Смита и право выбора в четвёртом раунде драфта 2016 года.

### В сборной
В составе молодёжной сборной Канады Шон Мэттайас стал чемпионом мира в 2008 году.